# Fort Portal
Fort Portal – miasto w Ugandzie. Według danych szacunkowych na rok 2009 liczy 45 193 mieszkańców. Stolica Dystryktu Kabarole oraz siedziba królów Toro. W pobliżu wznosi się pasmo górskie Ruwenzori. Miasto jest położone w pobliżu parku narodowego Kibale.
W mieście rozwinął się przemysł spożywczy, skórzany oraz włókienniczy.